# Viento Mágico

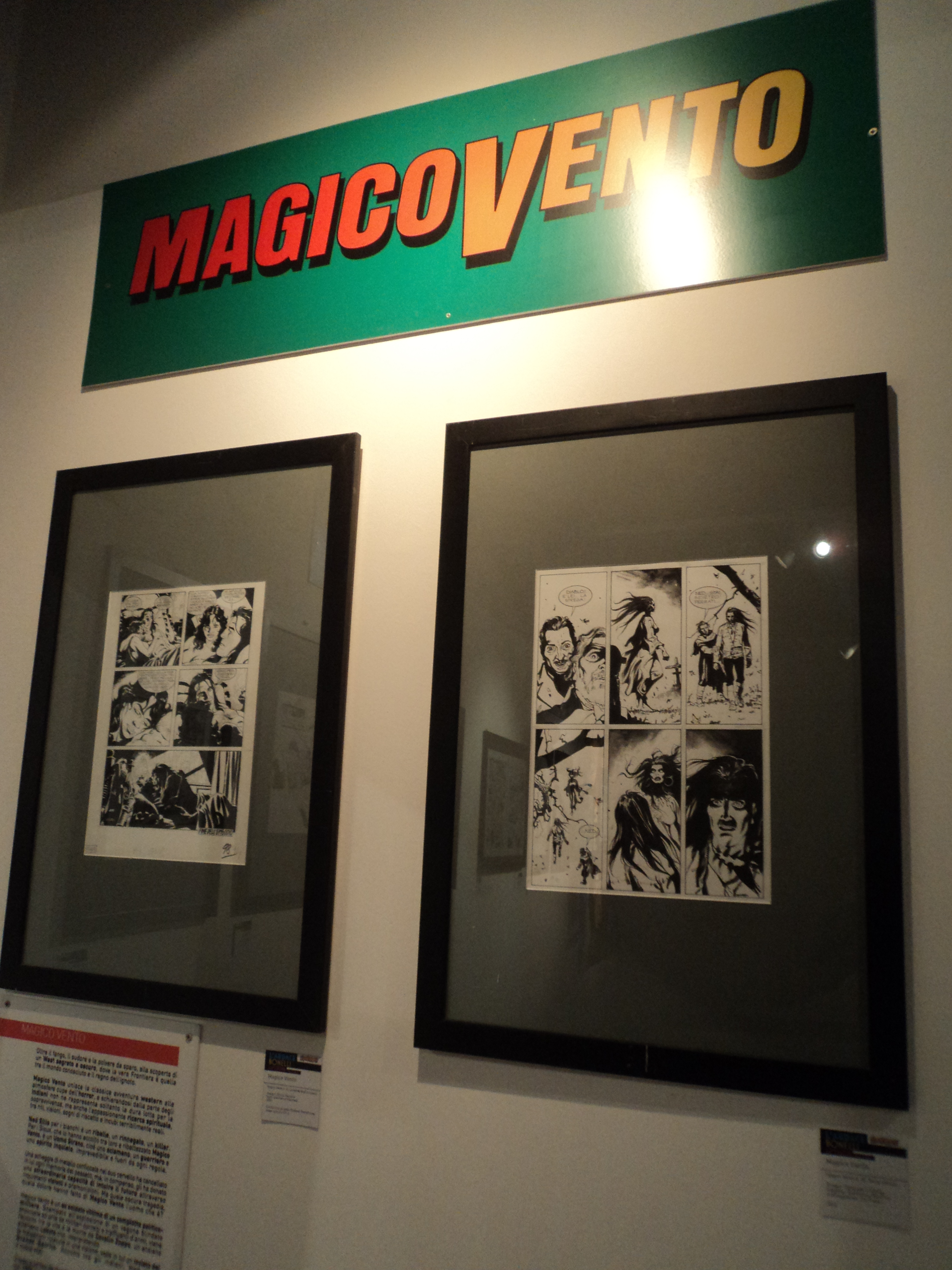
Logotipo en italiano y tablas originales de Viento Mágico.

Viento Mágico (en italiano, Magico Vento) es una historieta italiana del Oeste/terror de la casa Sergio Bonelli Editore, creada por Gianfranco Manfredi.
Apareció por primera vez en Italia en 1997 con el episodio titulado "Fort Ghost". En España la publica Aleta Ediciones.
El protagonista es Ned Ellis, un ex soldado considerado por los otros blancos como un rebelde, un renegado y un asesino. En cambio para los Sioux es un guerrero y un chamán llamado Viento Mágico. El personaje está inspirado físicamente en el Daniel Day-Lewis de la película El último mohicano.

## Argumento y personajes
La vida del soldado Ned Ellis cambia drásticamente cuando un oficial corrupto hace volar el tren en el que viaja junto a su camaradas, con el propósito de robar un cargamento de armas debido a un complot político-militar. El único sobreviviente del atentado es Ned, que yace herido y moribundo entre los restos del convoy. Sin embargo, a la escena de la tragedia llega Caballo Cojo, un chamán lakota que, al acercarse su muerte, vaga por las llanuras en busca de un aprendiz y sucesor.
El viejo hechicero ve en Ned un enviado del Gran Espíritu, quien lo ha guiado hasta él a través de un viento mágico: de ahí, su nuevo nombre. Por tanto, lo lleva a su aldea para sanarlo y transmitirle sus conocimientos de "hombre de la medicina". Viento Mágico es acogido por los Lakotas del jefe Cola-de-Toro como uno de ellos y, tras la muerte de Caballo Cojo, se convierte en el nuevo chamán de la tribu. Una esquirla de metal clavada en su cabeza durante la explosión le hace perder completamente la memoria de su pasado, pero al mismo tiempo le otorga el don de ver el futuro mediante visiones y premoniciones.
En busca de su pasado, Viento Mágico conoce a su compañero de aventuras Willy Richards, llamado "Poe" debido a su parecido con el famoso escritor Edgar Allan Poe. Alcohólico recuperado, Poe es un periodista valiente y sensible, perseguido por sus investigaciones contra las especulaciones de algunos empresarios sin escrúpulos. Entre ellos destaca Howard Hogan, un siniestro especulador determinado a provocar guerras indias para beneficio propio, que pronto se convierte en el némesis de Viento Mágico.
En las aventuras de Viento Mágico la realidad histórica del Viejo Oeste, muy ricamente documentada por los autores, se mezcla con las mitologías de los nativos, elementos sobrenaturales y leyendas, donde no faltan espíritus malignos, criaturas folclóricas, monstruos, rituales vudú, antiguas maldiciones o seres lovecraftianos.
Entre los personajes realmente existidos que aparecen en la historieta, encontramos a Nube Roja, Toro Sentado, Caballo Loco, George Armstrong Custer y Wild Bill Hickok.

## Miniserie
La serie regular cerró en 2010 con el número 130; el mismo año fue editado un álbum especial. Posteriormente, fueron publicadas dos miniseries inéditas: en 2019, Magico Vento, il ritorno, de 4 álbumes, y en 2023, Magico Vento - Guerre Apache, de 3 álbumes.

## Autores

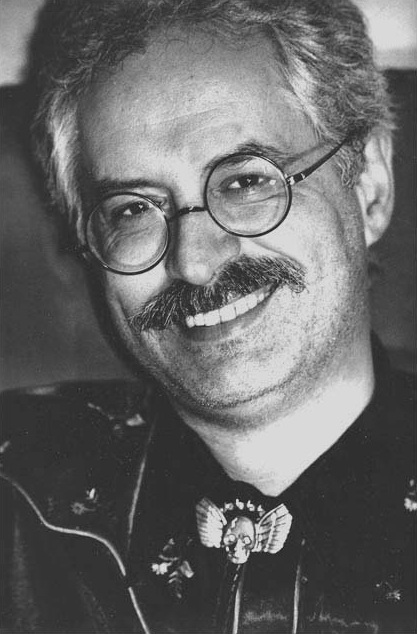
El creador de la serie, Gianfranco Manfredi.

### Guionistas
Gianfranco Manfredi, Tito Faraci, Stefano Lugano, Antonio Segura, Renato Queirolo.

### Dibujantes
Giuseppe Barbati, Carlo Bellagamba (Giez), Stefano Biglia, Luigi Copello, Raffaele Della Monica, Maurizio Di Vincenzo, Pasquale Frisenda, Massimiliano Leonardo (Leomacs), Corrado Mastantuono, Giuseppe Matteoni, Mario Milano, Ivo Milazzo, Alessandro Nespolino, José Ortiz, Goran Parlov, Darko Perović, Luigi Piccatto, Fabio Pezzi, Paolo Raffaelli, Bruno Ramella, Corrado Roi, Eugenio Sicomoro, Luigi Siniscalchi, Cristiano Spadavecchia, Cristiano Spadoni, Giovanni Talami, Frederic Volante.